# Claude Orrieux
Pour les articles homonymes, voir Orieux (homonymie).
Claude Orrieux, né le 30 mars 1928 à Nort-sur-Erdre (Loire-Atlantique) et mort 1er octobre 1994 à Angers, est un historien français, professeur à l'université de Caen, spécialiste de l'antiquité grecque. Sa thèse portait sur Les Archives de Zénon.

## Publications
- Histoire grecque, en collaboration avec Pauline Schmitt-Pantel, PUF, 1995
- Prosélytisme juif ? histoire d'une erreur, en collaboration avec Edouard Will, Les Belles lettres, 1992
- Ioudaïsmos-Hellènismos, essai sur le judaïsme judéen à l'époque hellénistique en collaboration avec Edouard Will, Presses universitaires de Nancy, 1986
- Zénon de Caunos, parépidémos, et le destin grec, Université de Besançon, 1985 Présentation en ligne
- Les papyrus de Zénon, l'horizon d'un Grec en Égypte au IIIe siècle avant J.‑C., Paris, Macula, 1983, Collection Deucalion, avec une préface d'Edouard Will, avec des cartes  (ISBN 2865890082).